# Hélio Júnio
Hélio Júnio Nunes de Castro, noto come Helinho (Sertãozinho, 25 aprile 2000), è un calciatore brasiliano, centrocampista del Toluca.

## Caratteristiche tecniche
È un trequartista.

## Carriera
Cresciuto nelle giovanili del San Paolo, ha esordito in prima squadra il 4 novembre 2018 in occasione del match di Série A pareggiato 2-2 contro il Flamengo in cui ha trovato anche la prima rete in carriera.

## Palmarès
- Campionato messicano: 1

Toluca: 2024-2025 (Clausura)